# 5-Hydroxyuracil
5-Hydroxyuracil ist eine heterocyclische organische Verbindung mit einem Pyrimidingrundgerüst. Es ist ein Derivat der Nukleinbase Uracil mit einer zusätzlichen Hydroxygruppe in Position 5.

## Gewinnung und Darstellung
Sowohl 5-Hydroxyuracil als auch 5-Hydroxyuridin können aus den entsprechenden 5-Brompyrimidinen (5-Bromuracil) durch milde basische Hydrolyse hergestellt werden.